# Never Let Go (película de 2024)
Never Let Go es una película estadounidense de suspenso y terror dirigida por Alexandre Aja a partir de un guion de Kevin Coughlin y Ryan Grassby. Está protagonizada por Halle Berry.

## Premisa
Una familia formada por una madre y sus hijos mellizos sufre desde hace muchos años el tormento de un espíritu maligno. Sin embargo, cuando uno de los niños comienza a dudar de la existencia del mal, el vínculo sagrado de la familia se rompe, lo que lleva a una peligrosa lucha por la supervivencia. 

## Reparto
- Halle Berry
- Percy Daggs IV
- Antonio B. Jenkins

## Producción

### Desarrollo
En agosto de 2020, el guion de terror de Kevin Coughlin y Ryan Grassby, Mother Land, fue adquirido por la compañía de Shawn Levy, 21 Laps Entertainment, y Lionsgate Films se dispuso a distribuirlo.  En abril de 2021, contrataron a Mark Romanek para dirigir la película.  Al mes siguiente, se anunció que Romanek dejó el proyecto y Alexandre Aja iba a dirigir con Halle Berry uniéndose al elenco. En junio de 2022, Lionsgate vendió los derechos internacionales a varias empresas durante el Festival de Cine de Cannes .  En abril de 2023, Percy Daggs IV y Anthony B. Jenkins se unieron al elenco de la película ahora titulada Never Let Go . 

### Rodaje
La fotografía principal tuvo lugar en Vancouver, Columbia Británica, del 17 de abril al 2 de junio de 2023.  

## Estreno
Never Let Go se estrenó en los Estados Unidos el 20 de septiembre de 2024, reemplazando a Saw XI . 